# Isogramm
Als Isogramm (von altgriechisch ἴσος ísos, deutsch ‚gleich‘ und γράμμα grámma, deutsch ‚Buchstabe‘) bezeichnet man einen Text (üblicherweise ein einzelnes Wort), in dem jeder verwendete Buchstabe nur einmal (oder im weiteren Sinne gleich häufig) vorkommt. Ein Pangramm enthält demgegenüber alle Buchstaben des Alphabets mindestens einmal. Ein echtes Pangramm ist sowohl Pan- als auch Isogramm.

## Längste Isogramme im Deutschen
Die Gesellschaft für deutsche Sprache hat 1988 in einem Wettbewerb die längsten deutschen Wörter aus sich nicht wiederholenden Buchstaben ermittelt. Das Siegerwort war mit 24 Buchstaben das Fantasiewort „Heizölrückstoßabdämpfung“. Es folgten mit jeweils 23 Buchstaben „Zwölftonmusikbücherjagd“, „Wildschützbärenjuxkampf“ und „Boxkampfjuryschützlinge“. Alle vier Wörter sind konstruierte Fantasiebegriffe, die zwar theoretisch Sinn ergeben, aber im tatsächlichen Sprachgebrauch nicht vorkommen. Ohne Sonderbuchstaben finden sich andere Fantasiewörter: „oxydschmelzpunktfarbig“ (22), „Konvexrumpfschwitzbad“ (21), „Zylinderkopfwachstum“ (oder „-waschgut“) (20), „Malzwhiskyduftproben“ (20), „Wildbachverstopfung“ (19), „Jagdkniestrumpfloch“ (19).
Mit 19 und 18 Buchstaben gibt es bereits sinnvolle Isogramme (siehe Tabelle), die allerdings selten oder gar nicht verwendet werden. Mit 15 Buchstaben finden sich dann einige häufig gebrauchte Wörter, beispielsweise „unproblematisch“, „Bildungsprojekt“, „Zwischenprodukt“, „Komplizenschaft“, „Machtverfilzung“, „Sportklubchefin“, „Goldmacherkunst“, „Klugschwätzerin“, „Kartonumschläge“, „Bockwurstzipfel“.
| Länge | Wort                     | Verwendung Internet 2012 | Bemerkung |
| ----- | ------------------------ | ------------------------ | --- |
| 24    | Heizölrückstoßabdämpfung | selten                   | (denkbare technische Vorrichtung zur Minderung von Rückstößen bei der Heizölförderung, Gewinner des o. g. Wettbewerbs) |
| 23    | Boxkampfjuryschützlinge  | —                        | (denkbare Personen, die unter dem Schutz einer Boxkampfjury stehen)                                                    |
| 22    | oxydschmelzpunktfarbig   | —                        | (etwas in der Farbe, die ein Oxyd an seinem Schmelzpunkt zeigt)                                                        |
| 21    | Plüschfigurwandobjekt    | —                        | (denkbares Kunstobjekt aus Plüsch, das an einer Wand hängt)                                                            |
| 20    | Dorfplatzschießübung     | —                        | (denkbare Schießübung auf einem Dorfplatz)                                                                             |
| 20    | Videomarktlöschübung     | —                        | (Feuerwehrübung in einem Videomarkt)                                                                                   |
| 20    | Stoßdämpferabkühlung     | —                        | (denkbar auf Fahrzeugteststrecken)                                                                                     |
| 19    | Boxkampfschilderung      | kaum                     | ohne Umlaute und ß |
| 19    | Fachbildungsprojekt      | kaum                     | ohne Umlaute und ß |
| 18    | Großkatzenimpfbuch       | —                        | (denkbares Impfbuch im Zoo)                                                                                            |
| 18    | Knoblauchgewürzdip       | kaum                     | |
| 18    | Witzboldaufmärsche       | —                        | (denkbare Übersetzung für Flashmobs)                                                                                   |
| 17    | Büroflächenumsatz        | häufig                   | (Begriff aus der Immobilienwirtschaft)                                                                                 |
| 17    | Dialogschwerpunkt        | häufig                   | ohne Umlaute und ß |
| 17    | Mobilfunkgespräch        | häufig                   | |
| 17    | Pokalbeschriftung        | häufig                   | ohne Umlaute und ß |
| 17    | Rotwildbekämpfung        | selten                   | |
| 17    | Windschutzproblem        | —                        | ohne Umlaute und ß |
| 16    | Dampfüberhitzung         | —                        | |
| 16    | Dialektforschung         | häufig                   | wird oft fälschlich als längstes tatsächlich verwendetes Isogramm ohne Umlaute und ß genannt                           |
| 16    | Dichtungsproblem         | —                        | ohne Umlaute und ß |
| 16    | Klavierschöpfung         | —                        | |
| 16    | Lärmschutzkabine         | —                        | |
| 16    | Polschraubzwinge         | selten                   | (Schraubzwinge zum Anschluss eines Massekabels)                                                                        |
| 16    | schwerpunktmäßig         | —                        | (auf bestimmte Themenbereiche konzentriert)                                                                            |
| 16    | Süßmilchprodukte         | —                        | |

## Andere Sprachen und Schriften
Für die chinesische Schrift ist das Qianziwen 千字文 ein klassisches Beispiel. In dem um das Jahr 500 komponierten philosophisch-pädagogischen Text kommen tausend chinesische Zeichen ohne jegliche Wiederholung vor.
Im Japanischen wurde das aus 47 Silben bestehende Iroha-Gedicht als traditionelles „Alphabet“ für die Kana-Zeicheninventare verwendet. In dem möglicherweise eigens zu diesem Zweck geschaffenen Gedicht kommt jedes Kana-Grundzeichen (ohne die Varianten mit Diakritika) genau einmal vor (Isogramm und echtes Pangramm). Die „weichen“ und „harten“ Varianten der Grundformen werden hier ausgeklammert, so wie im deutschen Alphabet verwendeten Buchstaben Ä, Ö und Ü fehlen. Iroha-Alphabet (seltener auch: Irohani-Alphabet) heißt es nach seinen Anfangssilben (analog der Bezeichnung „ABC“ für lateinische Alphabete). Das Gedicht lautet (Wiedergabe in Hepburn-Romaji, aber in der alten Aussprache):
i ro ha ni ho he to

chi ri nu ru wo

wa ka yo ta re so

tsu ne na ra mu

u wi no o ku ya ma

ke fu ko e te

a sa ki yu me mi shi

we hi mo se su.
Im Deutschen ungefähr wiedergegeben mit
Wie wunderduft’ge Blumen dennoch welken,

kann niemand ewiglich bestehn,

lasst heut uns der Vergänglichkeiten Berge überschreiten,

kein seichter Traum mehr wird geschehn,

noch Trunkenheit uns leiten.
In moderneren Lehrbüchern wird meist nicht mehr das Iroha-Alphabet zum Lernen benutzt, sondern eine Darstellung des Kana-Inventars wie in den meisten indischen Schriften vorgenommen, also in einer nach Lautgruppen systematisch sortierten Tabelle („a i u e o – ka ki ku ke ko –“ und so weiter) ohne weitere Bedeutung. Diese seit der Meiji-Zeit übliche Darstellung heißt im Japanischen gojūon ‚fünfzig-Laute‘-Tafel.
Für Sanskrit gibt es als Isogramm und zugleich Pangramm die dem Iroha entsprechende Gedichtform der Shiva-Sutren oder Maheshvara-Sutren, ein jeweils vierzehnstrophiges Gedicht mit allen Sanskritphonemen, wie sie in der maßgebenden Grammatik des Panini angegeben werden.